# ВЕС BARD 1
ВЕС BARD 1 — німецька офшорна вітроелектростанція, введена в експлуатацію у 2013 році. Місце для розміщення ВЕС обрали в Північному морі за 100 км на північний захід від острова Боркум (один із Фризських островів).
Будівельні роботи на BARD 1 розпочались у 2010 році. Для станції, розташованої в районі зі значними глибинами моря — від 40 до 44 метрів, розробили новий тип фундаментів. Вони складались із трьох паль діаметром 3,9 метра та довжиною від 85 до 105 метрів, заглиблених під морське дно на 30-45 метрів, і з'єднуючого їх над поверхнею перехідного елементу. Кожна паля важила до 450 тон, з'єднувальні елементи — по 495 тон.
Фундаменти споруджувало спеціалізоване судно для будівництва вітрових електростанцій Wind Lift I, замовлене власниками проекту BARD. Планувалось, що воно ж змонтує і власне вітрові турбіни, проте під час робіт виникли певні технічні проблеми. В результаті хоча першу турбіну підключили до мережі вже в кінці 2010-го, повне введення станції в експлуатацію затягнулось аж до 2013 року. Щоб частково компенсувати затримки, власники залучали до встановлення турбін судна інших компаній — JB-115, JB-117, Thor та Brave Tern, котрі і змонтували більшу частину вітроагрегатів.
Ще однією технічною новацією стала трансформаторна підстанція. Зазвичай такі структури встановлювались у два етапи (окремо опорна основа та надбудова з обладнанням) за допомогою плавучих кранів великої вантажопідйомності. На BARD 1 спроектували єдину плавучу конструкцію. Навколо власне трансформаторної платформи («топсайд» вагою 3340 тон) змонтували решітчату конструкцію з чотирма опорами («джекет» вагою 4400 тон), з'єднавши обидві частини самопідіймальними механізмами. Надалі платформу з опорною конструкцією у піднятому стані відбуксирували в район ВЕС, а по прибутті на місце провели двоетапний самопідйом: спочатку оточуючі опори опустили на підготовані палі, а потім трансформаторний блок підняли над рівнем моря. Допоміжні функції у цій операції виконувало згадане раніше судно JB-115.
Схема подальшого транспортування продукції також вирізнялась новацією. Два експортні кабелі довжиною лише по 1,1 км зв'язали трансформаторну підстанцію з спеціалізованою платформою BorWin alpha, яка перетворює змінний струм у прямий для подальшої подачі на берег за допомогою технології HVDC (лінії постійного струму високої напруги). Спорудження цих коротких ліній виконав корабель Seabed Worker.
Окрім власного судна для встановлення вітрових турбін компанія BARD використала і власний тип вітроагрегатів — BARD 5.0. Вісімдесят таких турбін з одиничною потужністю 5 МВт та діаметром ротора 122 метри розмістили на баштах висотою 90 метрів на площі 60 км2.
Проект спільно реалізовували SudWestStrom Windpark (70 %, заснована 30 містами із Баден-Вюртембергу та Баварії) і KNK Ocean Breeze (30 %).